# Sainte-Céronne-lès-Mortagne
Sainte-Céronne-lès-Mortagne – miejscowość i gmina we Francji, w regionie Normandia, w departamencie Orne.
Według danych na rok 1990 gminę zamieszkiwało 241 osób, a gęstość zaludnienia wynosiła 19 osób/km² (wśród 1815 gmin Dolnej Normandii Sainte-Céronne-lès-Mortagne plasuje się na 649. miejscu pod względem liczby ludności, natomiast pod względem powierzchni na miejscu 347.).